# Giancarlo Esposito
Giancarlo Giuseppe Alessandro Esposito (født 26. april 1958) er en danskfødt italiensk-amerikansk skuespiller. Han er bedst kendt for rollerne som Gus Fring i tv-serien Breaking Bad og Better Call Saul, hvor han vandt Critics' Choice Television Award for bedste birolle i en dramaserie, samt som Moff Gideon i tv-serien The Mandalorian.
Esposito er af italiensk og amerikansk herkomst. Han blev født i København og flyttede til New York med sin familie da han var 6 år.
I 1995 blev Esposito gift med Joy McManigal, de er senere blevet skilt. Han har fire døtre.